# Patrice Beust
Pour les articles homonymes, voir Beust.
 (juin 2022).
Si vous disposez d'ouvrages ou d'articles de référence ou si vous connaissez des sites web de qualité traitant du thème abordé ici, merci de compléter l'article en donnant les références utiles à sa vérifiabilité et en les liant à la section « Notes et références ».
Patrice Beust, né le 3 septembre 1944 à Bois-le-Roi, est un joueur et entraîneur de tennis français.

## Entraîneur
Patrice Beust a entraîné notamment Yannick Noah, qui est entre autres le parrain d'un de ces petits enfants. Il a été le responsable du premier Tennis-Etudes National ouvert par la Fédération Française de Tennis à Nice en 1970. Ce centre d'entraînement qui a vu passer Yannick Noah, Guy Forget, Fabrice Santoro, Christophe Casa, Sébastien Grosjean, Guillaume Raoux, Lionel Roux, Dominique Bedel, Gilles Moretton, etc.

## Palmarès

### Titres en double messieurs
| No | Date       | Nom et lieu du tournoi                       | Catégorie           | Dotation | Surface      | Partenaire    | Finalistes                 | Score                |  |
| -- | ---------- | -------------------------------------------- | ------------------- | -------- | ------------ | ------------- | -------------------------- | -------------------- |  |
| 1  | 1967       | Alpenländer-Pokal Kitzbühel                  |                     | NC $     | Terre (ext.) | Daniel Contet | NC                         | NC                   |  |
| 2  | 27-03-1972 | Tournoi de tennis de Monte-Carlo Monte-Carlo | Championship Series | 20 000 $ | Terre (ext.) | Daniel Contet | Jiří Hřebec František Pala | 3-6, 6-1, 12-10, 6-2 |  |

### Finale en double messieurs
| No | Date | Nom et lieu du tournoi                       | Catégorie | Surface      | Vainqueurs                      | Partenaire    | Score                   |  |
| -- | ---- | -------------------------------------------- | --------- | ------------ | ------------------------------- | ------------- | ----------------------- |  |
| 1  | 1968 | Tournoi de tennis de Monte-Carlo Monte-Carlo |           | Terre (ext.) | Sergei Likhachev Alex Metreveli | Daniel Contet | 5-7, 9-7, 6-4, 5-7, 7-5 |  |

## Parcours en Grand Chelem

### En simple
| Année | Open d'Australie | Open d'Australie | Roland-Garros   | Roland-Garros        | Wimbledon       | Wimbledon      | US Open        | US Open          |
| ----- | ---------------- | ---------------- | --------------- | -------------------- | --------------- | -------------- | -------------- | ---------------- |
| 1963  | -                | -                | 1er tour (1/64) | Bernard Montrenaud   | 2e tour (1/32)  | Waren Woodcook | 3e tour (1/16) | Jacques Renavand |
| 1966  | -                | -                | 1er tour (1/64) | Miguel Olvera        | -               | -              |                |                  |
| 1967  | -                | -                | 1er tour (1/64) | Ken Fletcher         | -               | -              |                |                  |
| 1968  | -                | -                | 1er tour (1/64) | Barry Phillips-Moore | 2e tour (1/32)  | Alex Metreveli | -              | -                |
| 1969  | -                | -                | 2e tour (1/32)  | Robert Maud          | 1er tour (1/64) | Koji Watanabe  | -              | -                |
| 1970  | -                | -                | 2e tour (1/32)  | François Jauffret    | 1er tour (1/64) | Anatoli Volkov | -              | -                |
| 1971  | -                | -                | 1er tour (1/64) | Robert Carmichael    | -               | -              |                |                  |
| 1972  | -                | -                | 1er tour (1/64) | Patricio Cornejo     | -               | -              |                |                  |
| 1975  | -                | -                | 1er tour (1/64) | Paul Kronk           | -               | -              |                |                  |
| 1976  | -                | -                | 1er tour (1/64) | Victor Amaya         | -               | -              |                |                  |
| 1977  | -                | -                | 1er tour (1/64) | Adriano Panatta      | -               | -              |                |                  |

### En double
- Vainqueur de la Coupe Pierre Gillou en double avec Daniel Contet en 1968 en battant en finale Nicky Pilic et Jean-Noël Grinda après 5 heures et trente minutes sur le score record de 6/8 7/5 8/6 7/9 19/17.
- 1/2 finaliste avec Daniel Contet à Roland-Garros en 1974 (Défaite contre Stan Smith et Bob Lutz 7/5 au cinquième set).
- 2 fois 1/2 finaliste en mixte à Roland-Garros avec Gail Sherriff.

## Coupe Davis
Patrice Beust a été membre de l'équipe de France de Coupe Davis de 1963 à 1969, jouant 13 matchs de double, toujours associé à Daniel Contet. Ils comptent 6 défaites et 7 victoires, dont une sur les Roumains Ilie Năstase et Ion Țiriac au premier tour de l'épreuve en 1966.

## Autre
- 73 Titres de Champion de France :
  - 2 au championnat de France Cadets en double (1959, 1960)
  - 1 au championnat de France Juniors en simple (1962)
  - 2 au championnat de France Juniors en double (1961, 1962)
  - 11 au championnat de France Senior + en simple (1994, 1995, 1997, 2000, 2001, 2002, 2007, 2010, 2011, 2014, 2015)
  - 22 au championnat de France Senior + en double (1994, 1995, 1998, 1999, 2000, 2001, 2002, 2003, 2004, 2006, 2007, 2008, 2009, 2010, 2011, 2012, 2013, 2014, 2015, 2016, 2019,2023.)
  - 2 au championnat de France Senior + en mixte (1994,1995)
  - 1 au championnat de France 2e série en double (1983).
  - 6 au championnat de France National en double.
  - 3 au championnat de France National en mixte.
  - 5 aux championnats internationaux de France sur courts couverts en double (Bercy maintenant).
  - 4 aux championnats de France interclubs senior avec le Nice LTC.
  - 9 aux championnats de France interclubs avec le CA Vincennes en 55+ (2005) et 65+ (2011, 2012, 2013, 2014, 2015, 2016) et 75+ (2024 et 2025).
  - 4 aux championnats de France interligues avec la ligue de Paris en 70+ (2014, 2015, 2016, 2018).
  - 1 aux championnats de France interligues avec la ligue de l'Ile de France en 75+ (2019)
- 2 Titres de Champion d'Europe Interclubs (Avec le Nice LTC).
- 5 Titres de Champion d'Allemagne Interclubs 55+ avec le BW Sarrebrück (2000, 2001, 2002, 2003, 2004)
- 5 Titres de Champion d'Europe Interclubs 55+ avec le BW Sarrebrück 2000, 2001, 2002, 2003, 2004)
- 1 Titre de Champion d'Europe de double (10 tournois d'affilée sans une défaite).
- 7 années de sélection de Coupe Davis (13 sélections) (1963-1969).
- 3 années de sélection en Coupe De Galéa (1962 vainqueur, 1963, 1964).
- 8 années de sélection en Coupe du Roi de Suède (Coupe Davis d'hiver).
- Plus de 20 sélections en équipe de France autres que celles précitées.
- 15 victoires en Grand-Prix en double. (Allemagne, Autriche, Belgique, Bulgarie, Danemark, France (5 fois), Monte-Carlo, Nice (2 fois), URSS et Suède.
- 1/2 finaliste, et 2 fois 1/4 de finaliste en double à Roland-Garros.
- 1/4 de finaliste en double à Wimbledon.
- Classé en 1re série de 1963 à 1981 (18 ans) avec une progression antérieure de 15/2, 2/6, -4/6, n°18.
- Sorti major du professorat en 1967.
- Diplômé BE3 en 1977 après la sortie de son livre sur le tennis préfacé par Bjorn Borg.
- Président de l'"International Tennis Club de France".